# Kwabs
Kwabena Sarkodee Adjepong, noto con lo pseudonimo Kwabs (Londra, 24 aprile 1990), è un cantante britannico.

## Biografia
Nato a Londra e cresciuto nella zona di Bermondsey, è di origini ghanesi.
Nel 2011 ha collaborato in televisione con Goldie. Nel 2012 ha pubblicato due cover, una di Corinne Bailey Rae (Like a Star) e una di James Blake (The Wilhelm Scream).
Tra il febbraio e l'ottobre 2014 pubblica ben tre EP. Nella seconda metà del 2014 ottiene il successo in Europa con il singolo Walk. Il brano è anche inserito nella colonna sonora del videogioco FIFA 15.
Nel settembre 2015 pubblica il suo album d'esordio Love + War. Sempre nel 2015 collabora con i Disclosure nell'album Caracal.

## Discografia

### Album in studio
- 2015 - Love + War

### EP
- 2014 - Wrong or Right
- 2014 - Pray for Love
- 2014 - Walk

### Singoli
- 2013 - Last Stand
- 2014 - Pray for Love
- 2014 - Walk
- 2015 - Perfect Ruin
- 2015 - Fight for Love
- 2015 - Cheating on Me (feat. Zak Abel)
- 2021 - Signals
- 2022 - Hurt A Little